# احشام قائدها
احشام قائدها، روستایی است از توابع بخش مرکزی شهرستان دشتی استان بوشهر ایران.

## جمعیت
این روستا در دهستان خورموج قرار دارد و بر اساس سرشماری سال ۱۳۸۵ آمار رسمی جمعیت آن (۳۳ خانوار) ۱۳۳ نفر می‌باشد.

## موقعیت جغرفیایی
روستای اِحشام قائد ها در بخش مرکزی و از توابع خورموج است.فاصله اش تا مرکز دشتی 26 کیلومتر و در جنوب غربی آن قرار دارد.
کوه مند در 5 کیلومتری غرب آن و دره «باغ شاه» در 2 کیلومتری غرب آن قرار دارد.این روستا دارای معدن گچ و محصولات و فرآورده های آن گندم ،جو و خرماست.

## طوایف موجود در روستا
در این روستا علاوه بر قایدها،طوایف دیگری از جمله رضائی ها و فقیه ها هم سکونت دارند.به هنگام هجوم انگلیس به بوشهر عده ای از اهالی این روستا به دفاع از میهن بر می خیزند که یکی از معروفترین این افراد مرحوم آقاشیر(آشیر)فقیه،پدر مرحوم حاج علی فقیه است.این روستا همچنین در زمان جنگ تحمیلی چندین شهید ، جانباز و رزمنده را تقدیم وطن کرده است.

## جاذبه های گردشگری
یکی از جاذبه های گردشگری این روستا مسجدی زیبا با معماری خاص به نام «مسجد صاحب الزمان(عج)» با امکاناتی مناسب است.در احداث این مسجد که نظر هر مسافری را به خود جلب می کند آقای حاج محمد فقیه فرزند مرحوم حاج علی فقیه فرزند آشیر نقش زیادی داشته است.